# Rhamnidium molle
Rhamnidium molle är en brakvedsväxtart som beskrevs av Reiss.. Rhamnidium molle ingår i släktet Rhamnidium och familjen brakvedsväxter. Inga underarter finns listade i Catalogue of Life.